# English Football League Cup 2020-2021
La English Football League Cup 2020-2021, conosciuta anche con il nome di Carabao Cup per motivi di sponsorizzazione, è stata la 61ª edizione del terzo torneo calcistico più importante del calcio inglese, la 55ª in finale unica. La manifestazione ha avuto inizio il 29 agosto 2020 e si è conclusa il 25 aprile 2021. A seguito dell'emergenza sanitaria provocata dalla pandemia di Covid-19, tutte le gare della competizione, fino alle semifinali (che in questa stagione prevedono una partita singola), sono state giocate a porte chiuse, mentre nella finale di Wembley è stato consentito l'ingresso ad numero limitato di spettatori.
Il trofeo è stato vinto per la quarta volta consecutiva dal Manchester City, che nell'atto conclusivo si è imposto sul Tottenham con il punteggio di 1-0, riuscendo così ad eguagliare il primato di otto successi detenuto dal Liverpool.

## Formula
La EFL Cup è aperta alle 20 squadre di Premier League e a tutte le 72 squadre della English Football League; il torneo è suddiviso in sette fasi, così da avere 32 squadre al termine del terzo turno. Le squadre che partecipano alle competizioni europee vengono sorteggiate solamente dal terzo turno, mentre le restanti squadre di Premier League entrano al secondo turno.
Ogni turno della EFL Cup è composto da scontri ad eliminazione diretta, incluse le semifinali, che a differenza delle precedenti edizioni non sono più articolate in due gare di andata e di ritorno, ma prevedono la disputa di un singolo incontro. Se uno scontro termina in parità, escludendo la finale, vengono disputati i calci di rigore senza effettuare i tempi supplementari.
La squadra che viene sorteggiata per prima ottiene il vantaggio del campo, mentre la finale viene disputata in campo neutro.
Da questa edizione, chi vincerà il torneo accederà alla nuova UEFA Europa Conference League, la terza competizione continentale per club che prenderà inizio nella stagione 2021-2022; se però la vincente risulta successivamente qualificata in Champions League o Europa League, il posto sarà assegnato alla squadra di Premier League meglio classificata al di fuori dei piazzamenti per le coppe europee.
|                              | Squadre che entrano in questo turno                                                                                           | Squadre qualificate dal turno precedente    |
| ---------------------------- | --- | ------------------------------------------- |
| Primo turno (70 squadre)     | - 24 squadre dalla Football League Two - 24 squadre dalla Football League One - 22 squadre dalla Football League Championship |                                             |
| Secondo turno (50 squadre)   | - 2 squadre dalla Football League Championship - 13 squadre dalla Premier League (non partecipanti alle competizioni europee) | - 35 squadre vincitrici del primo turno     |
| Terzo turno (32 squadre)     | - 7 squadre dalla Premier League (partecipanti alle competizioni europee)                                                     | - 25 squadre vincitrici del secondo turno   |
| Quarto turno (16 squadre)    | | - 16 squadre vincitrici del terzo turno     |
| Quarti di finale (8 squadre) | | - 8 squadre vincitrici del quarto turno     |
| Semifinali (4 squadre)       | | - 4 squadre vincitrici dei quarti di finale |
| Finale (2 squadre)           | | - 2 squadre vincitrici delle semifinali     |

## Primo turno
Il sorteggio del primo turno è stato effettuato il 18 agosto 2020.
Al primo turno prendono parte 70 squadre del sistema della Football League (tutti i 24 club della Football League Two, tutti i 24 club della Football League One e 22 club della Football League Championship) divise su base geografica nelle sezioni "nord" e "sud".
| Squadra 1         | Risultato       | Squadra 2          |
| ----------------- | --------------- | ------------------ |
| 29 agosto 2020    |                 |                    |
| Blackburn         | 3 - 2           | Doncaster          |
| Preston N.E.      | 4 - 0           | Mansfield Town     |
| Stevenage         | 3 - 3 (1-3 dtr) | Portsmouth         |
| Stoke City        | 0 - 0 (5-4 dtr) | Blackpool          |
| 4 settembre 2020  |                 |                    |
| Middlesbrough     | 4 - 3           | Shrewsbury Town    |
| Burton Albion     | 1 - 1 (4-2 dtr) | Accrington Stanley |
| 5 settembre 2020  |                 |                    |
| Derby County      | 0 - 0 (3-2 dtr) | Barrow             |
| Plymouth          | 3 - 2           | QPR                |
| Crawley Town      | 1 - 3           | Millwall           |
| Gillingham        | 1 - 0           | Southend Utd       |
| Bristol City      | 2 - 0           | Exeter City        |
| Walsall           | 0 - 0 (2-4 dtr) | Sheffield Weds     |
| Barnsley          | 1 - 0           | Nottingham Forest  |
| Birmingham City   | 0 - 1           | Cambridge Utd      |
| Bolton            | 1 - 2           | Bradford City      |
| Crewe Alexandra   | 1 - 2           | Lincoln City       |
| Fleetwood Town    | 3 - 2           | Wigan              |
| Forest Green      | 1 - 2           | Leyton Orient      |
| Grimsby Town      | 1 - 1 (3-4 dtr) | Morecambe          |
| Huddersfield Town | 0 - 1           | Rochdale           |
| Ipswich Town      | 3 - 0           | Bristol Rovers     |
| Luton Town        | 3 - 1           | Norwich City       |
| MK Dons           | 0 - 1           | Coventry City      |
| Newport County    | 2 - 0           | Swansea City       |
| Northampton Town  | 3 - 0           | Cardiff City       |
| Oldham Athletic   | 3 - 0           | Carlisle Utd       |
| Oxford Utd        | 1 - 1 (4-3 dtr) | AFC Wimbledon      |
| Peterborough Utd  | 0 - 1           | Cheltenham Town    |
| Reading           | 3 - 1           | Colchester Utd     |
| Salford City      | 1 - 1 (4-2 dtr) | Rotherham Utd      |
| Scunthorpe Utd    | 1 - 2           | Port Vale          |
| Sunderland        | 0 - 0 (4-5 dtr) | Hull City          |
| Swindon Town      | 1 - 3           | Charlton           |
| Tranmere          | 1 - 1 (7-8 dtr) | Harrogate Town     |
| 6 settembre 2020  |                 |                    |
| Brentford         | 1 - 1 (4-2 dtr) | Wycombe            |

## Secondo turno
Il sorteggio del secondo turno si è svolto il 6 settembre 2020.
Alle 35 squadre vincenti del primo turno si sono aggiunti due club della Football League Championship e i 13 club della Premier League non coinvolti nelle competizioni europee.
| Squadra 1         | Risultato         | Squadra 2        |
| ----------------- | ----------------- | ---------------- |
| 15 settembre 2020 |                   |                  |
| Gillingham        | 1 - 1 (5-4 dtr)   | Coventry City    |
| Middlesbrough     | 0 - 2             | Barnsley         |
| Millwall          | 3 - 1             | Cheltenham Town  |
| Reading           | 0 - 1             | Luton Town       |
| Derby County      | 1 - 2             | Preston N.E.     |
| Bradford City     | 0 - 5             | Lincoln City     |
| Fleetwood Town    | 2 - 1             | Port Vale        |
| Newport County    | 1 - 0             | Cambridge Utd    |
| Oxford Utd        | 1 - 1 (0-3 dtr)   | Watford          |
| Newcastle Utd     | 1 - 0             | Blackburn        |
| West Ham Utd      | 3 - 0             | Charlton         |
| Bournemouth       | 0 - 0 (11-10 dtr) | Crystal Palace   |
| Burton Albion     | 1 - 3             | Aston Villa      |
| Leyton Orient     | 3 - 2             | Plymouth         |
| Morecambe         | 1 - 0             | Oldham Athletic  |
| Rochdale          | 0 - 2             | Sheffield Weds   |
| 16 settembre 2020 |                   |                  |
| West Bromwich     | 3 - 0             | Harrogate Town   |
| Ipswich Town      | 0 - 1             | Fulham           |
| Bristol City      | 4 - 0             | Northampton Town |
| Leeds Utd         | 1 - 1 (8-9 dtr)   | Hull City        |
| Southampton       | 0 - 2             | Brentford        |
| Everton           | 3 - 0             | Salford City     |
| 17 settembre 2020 |                   |                  |
| Burnley           | 1 - 1 (5-4 dtr)   | Sheffield Utd    |
| Wolverhampton     | 0 - 1             | Stoke City       |
| Brighton          | 4 - 0             | Portsmouth       |

## Terzo turno
Il sorteggio del secondo turno si è svolto il 6 settembre 2020.
Alle 25 squadre vincenti del secondo turno si sono aggiunti i 7 club della Premier League coinvolti nelle competizioni europee.
| Squadra 1         | Risultato       | Squadra 2      |
| ----------------- | --------------- | -------------- |
| 22 settembre 2020 |                 |                |
| Leyton Orient     | 0 - 3           | Tottenham      |
| Newport County    | 3 - 1           | Watford        |
| West Bromwich     | 2 - 2 (4-5 dtr) | Brentford      |
| West Ham Utd      | 5 - 1           | Hull City      |
| Luton Town        | 0 - 3           | Manchester Utd |
| 23 settembre 2020 |                 |                |
| Fulham            | 2 - 0           | Sheffield Weds |
| Millwall          | 0 - 2           | Burnley        |
| Preston N.E.      | 0 - 2           | Brighton       |
| Stoke City        | 1 - 0           | Gillingham     |
| Chelsea           | 6 - 0           | Barnsley       |
| Fleetwood Town    | 2 - 5           | Everton        |
| Leicester City    | 0 - 2           | Arsenal        |
| Morecambe         | 0 - 7           | Newcastle Utd  |
| 24 settembre 2020 |                 |                |
| Bristol City      | 0 - 3           | Aston Villa    |
| Lincoln City      | 2 - 7           | Liverpool      |
| Manchester City   | 2 - 1           | Bournemouth    |

## Quarto turno
| Squadra 1         | Risultato       | Squadra 2       |
| ----------------- | --------------- | --------------- |
| 29 settembre 2020 |                 |                 |
| Tottenham         | 1 - 1 (5-4 dtr) | Chelsea         |
| 30 settembre 2020 |                 |                 |
| Newport County    | 1 - 1 (4-5 dtr) | Newcastle Utd   |
| Burnley           | 0 - 3           | Manchester City |
| Brighton          | 0 - 3           | Manchester Utd  |
| Everton           | 4 - 1           | West Ham Utd    |
| 1º ottobre 2020   |                 |                 |
| Brentford         | 3 - 0           | Fulham          |
| Aston Villa       | 0 - 1           | Stoke City      |
| Liverpool         | 0 - 0 (4-5 dtr) | Arsenal         |

## Quarti di finale
Il sorteggio dei quarti di finale si è svolto il 1º ottobre 2020 dopo la partita tra Liverpool e Arsenal su Sky Sports.
| Squadra 1        | Risultato | Squadra 2       |
| ---------------- | --------- | --------------- |
| 22 dicembre 2020 |           |                 |
| Brentford        | 1 - 0     | Newcastle Utd   |
| Arsenal          | 1 - 4     | Manchester City |
| 23 dicembre 2020 |           |                 |
| Stoke City       | 1 - 3     | Tottenham       |
| Everton          | 0 - 2     | Manchester Utd  |

## Semifinali
| Squadra 1      | Risultato | Squadra 2       |
| -------------- | --------- | --------------- |
| 5 gennaio 2021 |           |                 |
| Tottenham      | 2 - 0     | Brentford       |
| 6 gennaio 2021 |           |                 |
| Manchester Utd | 0 - 2     | Manchester City |

## Finale
| Arbitro: | Paul Tierney |

|             |           |  |
| Laporte 82’ | Marcatori |  |

| Manchester City | Tottenham Hotspur |

| MANCHESTER CITY (4-3-3) |    |                    |     |     |
|                         |    |                    |     |     |
| P                       | 13 | Zack Steffen       |     |     |
| D                       | 2  | Kyle Walker        |     |     |
| D                       | 3  | Rúben Dias         |     |     |
| D                       | 14 | Aymeric Laporte    | 45’ |     |
| D                       | 27 | João Cancelo       |     |     |
| C                       | 25 | Fernandinho (C)    | 59’ | 84’ |
| C                       | 8  | İlkay Gündoğan     |     |     |
| A                       | 26 | Riyad Mahrez       |     |     |
| A                       | 17 | Kevin De Bruyne    |     | 87’ |
| A                       | 7  | Raheem Sterling    |     |     |
| A                       | 47 | Phil Foden         |     |     |
| A disposizione:         |    |                    |     |     |
| P                       | 31 | Ederson            |     |     |
| D                       | 6  | Nathan Aké         |     |     |
| D                       | 22 | Benjamin Mendy     |     |     |
| D                       | 11 | Oleksandr Zinčenko |     |     |
| C                       | 16 | Rodri              |     | 84’ |
| C                       | 20 | Bernardo Silva     |     | 87’ |
| A                       | 9  | Gabriel Jesus      |     |     |
| A                       | 10 | Sergio Agüero      |     |     |
| A                       | 21 | Ferrán Torres      |     |     |
| Manager:                |    |                    |     |     |
| Pep Guardiola           |    |                    |     |     |

| TOTTENHAM HOTSPUR (4-2-3-1) |    |                       |     |     |
| P                           | 1  | Hugo Lloris (C)       |     |     |
| D                           | 3  | Sergio Reguilón       | 27’ |     |
| D                           | 15 | Eric Dier             |     |     |
| D                           | 4  | Toby Alderweireld     |     |     |
| D                           | 24 | Serge Aurier          |     | 90’ |
| C                           | 18 | Giovani Lo Celso      |     | 67’ |
| C                           | 5  | Pierre-Emile Højbjerg |     | 84’ |
| C                           | 8  | Harry Winks           |     |     |
| A                           | 27 | Lucas                 |     | 67’ |
| A                           | 10 | Harry Kane            |     |     |
| A                           | 7  | Son Heung-min         |     |     |
| A disposizione:             |    |                       |     |     |
| P                           | 12 | Joe Hart              |     |     |
| D                           | 25 | Japhet Tanganga       |     |     |
| D                           | 6  | Davinson Sánchez      |     |     |
| C                           | 11 | Erik Lamela           |     |     |
| C                           | 17 | Moussa Sissoko        |     | 67’ |
| C                           | 28 | Tanguy Ndombele       |     |     |
| C                           | 20 | Dele Alli             |     | 84’ |
| C                           | 23 | Steven Bergwijn       |     | 90’ |
| A                           | 9  | Gareth Bale           |     | 67’ |
| Manager:                    |    |                       |     |     |
| Ryan Mason                  |    |                       |     |     |

| Man of the Match: Phil Foden (Manchester City) |